# Peter Gentzel

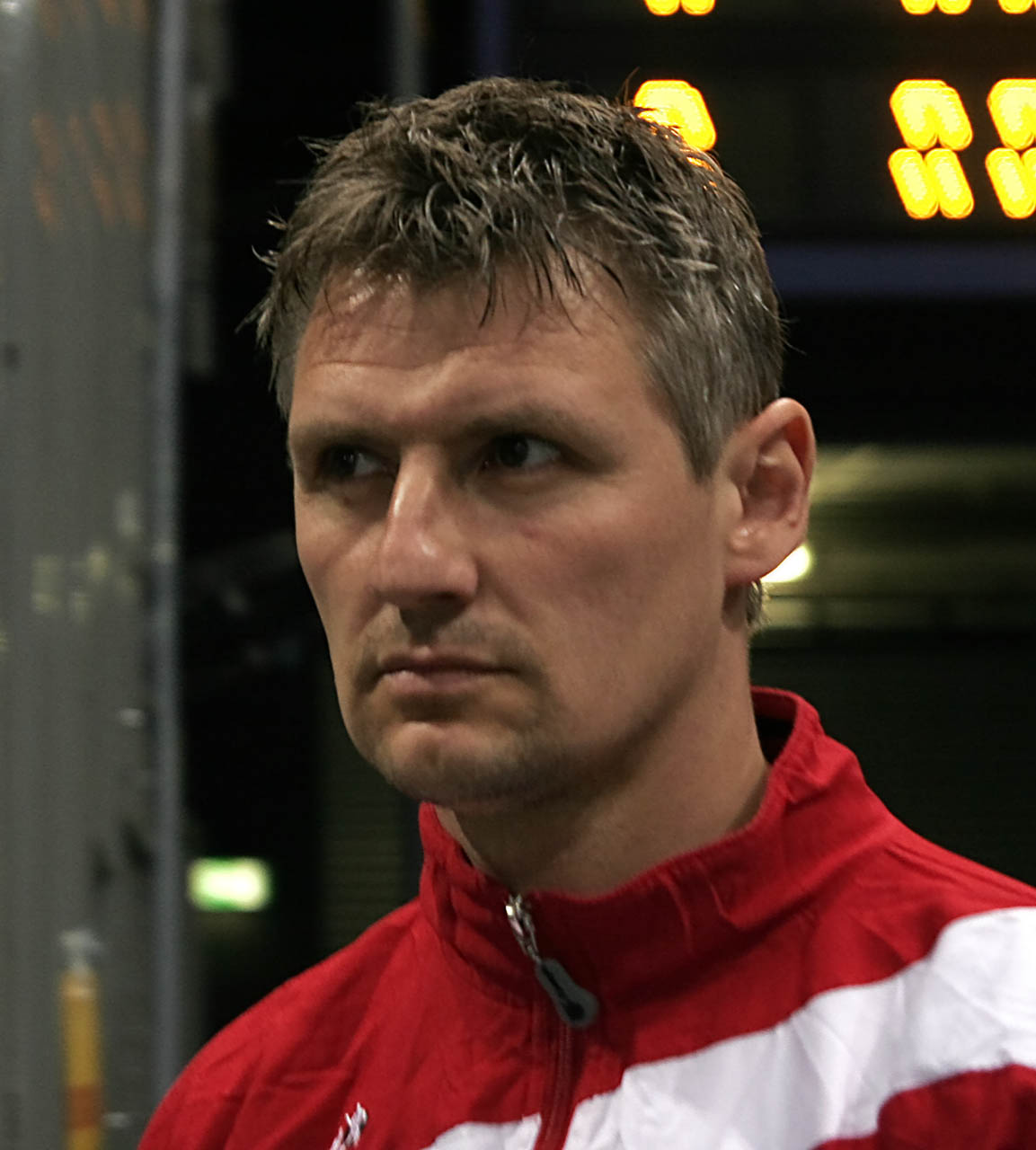
Peter Gentzel en 2007

Peter Gentzel, né le 12 octobre 1968 à Göteborg, est un ancien joueur de handball suédois, évoluant au poste de gardien de but.
Aux côtés de Mats Olsson et Tomas Svensson, il était l'un des gardiens de la grande équipe de Suède dans les années 1990 : il est ainsi triple Champion d'Europe (1998, 2000 et 2002, étant les trois fois élu meilleur gardien de but de la compétition), une fois Champion du monde en 1999 et vice-Champion olympique en 2000

## Palmarès

### En équipe nationale
- Jeux olympiques
  -  Médaille d'argent aux Jeux olympiques de 2000 à Sydney
- Championnats du monde
  -  Médaille de bronze au Championnat du monde 1995 en Islande
  -  Médaille d'argent au Championnat du monde 1997 au Japon
  -  Médaille d'or au Championnat du monde 1999 en Égypte
  -  Médaille d'argent au Championnat du monde 2001 en France
- Championnats d'Europe
  -  Médaille d'or au Championnat d'Europe 1998 en Italie
  -  Médaille d'or au Championnat d'Europe 2000 en Croatie
  -  Médaille d'or au Championnat d'Europe 2002 en Suède

### Club
Compétition internationales
- Vainqueur de la Ligue des champions (1) : 2010
- Vainqueur de la Coupe de l'EHF (1) : 2008

Compétition nationales
- Vainqueur du Championnat de Suède (1) : 1989, 1993, 1995, 1996, 1997, 1998
- Vainqueur de la Coupe de Suède (1) : 1996, 1997, 1998
- Vainqueur du Championnat d'Allemagne (1) : 2010 (vice-champion en 2002)

### Distinctions individuelles
- Élu meilleur gardien de but des championnats d'Europe 1998, 2000 et 2002
- Élu meilleur gardien de but des Jeux olympiques d'été de 2000
- Élu meilleur handballeur de l'année en Suède en 1998